# Llista dels 500 millors discs de tots els temps segons Rolling Stone
L'any 2003, la revista Rolling Stone va publicar un article amb els que considerava els 500 millors discos de la història.
La llista va rebre moltes crítiques; per exemple, que se centrava massa en música dels anys 60 i 70, en el rock per sobre d'altre estils musicals, i sobretot en grups americans. Tot i que la llista sigui discutible artísticament, si que és un bon indicador de l'èxit popular i la fama dels grups representats.

## Els 50 primers
1. Sgt. Pepper's Lonely Hearts Club Band – The Beatles (1967)
2. Pet Sounds – The Beach Boys (1966)
3. Revolver – The Beatles (1966)
4. Highway 61 Revisited – Bob Dylan (1965)
5. Rubber Soul – The Beatles (1965)
6. What's Going On – Marvin Gaye (1971)
7. Exile on Main St. – The Rolling Stones (1972)
8. London Calling – The Clash (1980)
9. Blonde on Blonde – Bob Dylan (1966)
10. The Beatles – The Beatles (1968)
11. The Sun Sessions - Elvis Presley (1976)
12. Kind of Blue - Miles Davis (1959)
13. The Velvet Underground and Nico - The Velvet Underground (1967)
14. Abbey Road - The Beatles (1969)
15. Are You Experienced? - Jimi Hendrix (1967)
16. Blood on the Tracks - Bob Dylan (1975)
17. Nevermind - Nirvana (1991)
18. Born to Run - Bruce Springsteen (1975)
19. Astral Weeks - Van Morrison (1968)
20. Thriller - Michael Jackson (1982)
21. The Great Twenty-Eight - Chuck Berry (1982)
22. John Lennon/Plastic Ono Band - John Lennon (1970)
23. Innervisions - Stevie Wonder (1973)
24. Live at the Apollo - James Brown (1963)
25. Rumours - Fleetwood Mac (1977)
26. The Joshua Tree - U2 (1987)
27. King of the Delta Blues Singers - Robert Johnson (1961)
28. Who's Next - The Who (1971)
29. Led Zeppelin - Led Zeppelin (1969)
30. Blue - Joni Mitchell (1971)
31. Bringing It All Back Home - Bob Dylan (1965)
32. Let It Bleed - The Rolling Stones (1969)
33. Ramones - Ramones (1976)
34. Music from Big Pink - The Band (1968)
35. The Rise and Fall of Ziggy Stardust and the Spiders from Mars - David Bowie (1972)
36. Tapestry - Carole King (1971)
37. Hotel California - Eagles (1976)
38. The Anthology, 1947 - 1972 - Muddy Waters (2001)
39. Please Please Me - The Beatles (1963)
40. Forever Changes - Love (1967)
41. Never Mind the Bollocks, Here's the Sex Pistols - Sex Pistols (1977)
42. The Doors - The Doors (1967)
43. The Dark Side of the Moon - Pink Floyd (1973)
44. Horses - Patti Smith (1975)
45. The Band - The Band (1969)
46. Legend - Bob Marley and the Wailers (1984)
47. A Love Supreme - John Coltrane (1965)
48. It Takes a Nation of Millions to Hold Us Back - Public Enemy (1988)
49. At Fillmore East - The Allman Brothers Band (1971)
50. Here's Little Richard - Little Richard (1957)

### Nombre d'àlbums per dècada
| Dècada | Nombre d'àlbums | Percentatge |
| ------ | --------------- | ----------- |
| 1950s  | 10              | 2.0%        |
| 1960s  | 105             | 21.0%       |
| 1970s  | 186             | 37.2%       |
| 1980s  | 84              | 16.8%       |
| 1990s  | 73              | 14.6%       |
| 2000s  | 40              | 8.0%        |
| 2010s  | 2               | 0.4%        |